# Bandera de Guinea Ecuatorial
La bandera nacional de Guinea Ecuatorial fue adoptada al proclamarse la independencia el 12 de octubre de 1968. Fue modificada durante la dictadura de Francisco Macías Nguema en 1973. Fue restaurada el 21 de agosto de 1979 tras la llegada al poder de Teodoro Obiang Nguema.

## Características y simbolismo
La bandera es tricolor horizontal, con franjas verdes, blancas y rojas y un triángulo azul en el izado. El verde simboliza los recursos naturales, la agricultura y las selvas del país. El azul simboliza el mar, que conecta el continente con las islas. El blanco simboliza la paz. El rojo simboliza el derramamiento de sangre de los luchadores por la independencia. El árbol que aparece en la bandera y escudo nacionales es el de algodón de seda.

## Banderas históricas

Bandera de Guinea Española (1926-1931)
Bandera de Guinea Española (1931-1939)
Bandera de Guinea Española (1939-1945)
Bandera de Guinea Española (1945-1968)
Bandera de Guinea Ecuatorial (1968-1973)
Bandera de Guinea Ecuatorial (1973-1979).
Bandera de Guinea Ecuatorial (Restaurada: 1979-actualidad)